# SN 2001al
SN 2001al – supernowa typu Ia odkryta 26 marca 2001 roku w galaktyce A154451+3607. W momencie odkrycia miała maksymalną jasność 21,10m.